# Hệ thống Tín dụng Xã hội
Hệ thống Tín dụng Xã hội (tiếng Trung: 社会信用体系; Hán-Việt: Xã hội Tín dụng Thể hệ; bính âm: shèhuì xìnyòng tǐxì; tiếng Anh: Social Credit System) là một hệ thống danh tiếng quốc gia đang được phát triển bởi chính phủ Trung Quốc. năm 2020, nó được dự kiến sẽ tiêu chuẩn hóa quá trình đánh giá công dân, kinh tế doanh nghiệp và danh tiếng xã hội, hay 'tín dụng'.
Cho đến giữa năm 2018, vẫn chưa rõ là hệ thống sẽ là một 'hệ sinh thái' bao gồm nhiều đầu điểm và các danh sách đen vận hành bởi cả chính phủ lẫn các công ty tư nhân, hay nó sẽ là một hệ thống thống nhất. Việc mỗi công dân và doanh nghiệp sẽ có một điểm tín dụng xã hội áp dụng cho cả hệ thống hay như thế nào vẫn chưa được rõ ràng. Đến năm 2018, một số sự hạn chế đã được áp dụng lên các công dân, các phương tiện truyền thông đại chúng nhà nước gọi đây là bước tiến đầu tiên đến việc tạo ra một hệ thống tín dụng xã hội.
Hệ thống là một dạng giám sát quy mô lớn sử dụng công nghệ phân tích dữ liệu lớn.

## Thi hành bởi chính phủ Trung Quốc

### Kế hoạch thi hành trong khoảng 2014 đến 2020
Vào ngày 14 tháng 6 năm 2014, Quốc vụ viện Cộng hòa Nhân dân Trung Hoa đề ra một bản sơ đồ quy hoạch của một hệ thống tín dụng xã hội với tên gọi "Thông báo của Quốc hội viện về việc Phát hành Sơ đồ Quy hoạch cho việc Xây dựng Hệ thống Tín dụng Xã hội (năm 2014-2020)" (tiếng Trung: 国务院关于印发社会信用体系建设 规划纲要（2014—2020年）的通知). Học giả Luật Rogier Creemers đã dịch tài liệu sang tiếng Anh với tiêu đề "State Council Notice concerning Issuance of the Planning Outline for the Construction of a Social Credit System (2014–2020)".
Bản sơ đồ quy hoạch cho thấy chính phủ muốn những cấu trúc cơ bản của Hệ thống Tín dụng Xã hội được phải được áp dụng vào năm 2020. Mục đích là để "nâng cao nhận thức đối với tính chính trực và mức độ tín nhiệm trong xã hội". Nó được tạo ra để hoàn thiện thể chế "kinh tế thị trường xã hội chủ nghĩa" (完善社会主义市场经济体制) cũng như tăng cường và đổi mới sự cai quản xã hội (加强和创新社会治理). Điều này chỉ ra rằng chính phủ Trung Quốc xem hệ thống như vừa là một cách điều chỉnh nền kinh tế ở mức độ thương mại vừa là một công cụ cai quản để điều chỉnh hành vi của công dân.
Sơ đồ tập trung vào bốn mảng: "trung thực trong công việc nhà nước" (政务诚信; chính vụ thành tín), "trung thực trong buôn bán" (商务诚信; thương vụ thành tín), "trung thực trong xã hội" (社会诚信; xã hội thành tín), và "tín nhiệm trong tư pháp" (司法公信; tư pháp hội tín). Những kế hoạch của chính phủ Trung Quốc bao gồm cả việc đánh giá tín dụng của các doanh nghiệp đang hoạt động tại Trung Quốc.
Hệ thống Tín dụng Xã hội là một ví dụ của tiếp cận "thiết kế đỉnh cao" (tiếng Trung: 顶层设计) của Trung Quốc. Nó được điều phối bởi Hội Ủy viên Cải cách Thâm hóa Toàn diện Trung ương.
Không rõ rằng hệ thống sẽ hoạt động như đã hình dung vào năm 2020 hay không, nhưng chính phủ Trung Quốc đã thúc đẩy việc thực thi hệ thống, dẫn đến việc nhiều tài liệu chính sách và kế hoạch được công bố kể từ khi kế hoạch chính được đưa ra vào năm 2014. Nếu hệ thống Tín dụng Xã hội được thực thi như đã hình dung, nó sẽ thiết lập nên một cách thức mới để điều khiển cả hành vi của các cá nhân lẫn các hành vi của các doanh nghiệp.

### Quá trình thi hành (2013–nay)
Vào năm 2013, Tòa án Nhân dân Tối cao (最高人民法院; SPC) lập nên một danh sách đen bao gồm gần ba mươi hai nghìn cái tên của những con nợ. Danh sách được các phương tiện truyền thông nhà nước mô tả như là bước đầu tiên tiến tới một Hệ thống Tín dụng Xã hội quốc gia.
Năm 2015, Ngân hàng Nhân dân Trung Quốc (中国人民银行; PBC) cấp phép cho tám công ty thử nghiệm hệ thống tín dụng xã hội. Một trong những công ty này là Sesame Credit, sở hữu bởi Alibaba Group, Tencent, cũng như dịch vụ chia sẻ phương tiện và hẹn hò online lớn nhất Trung Quốc, lần lượt là Didi Chuxing và Baihe.com. Nhìn chung, nhiều công ty đang phối hợp với chính phủ để phát triển hệ thống phần mềm và thuật toán dùng để tính toán tín dụng. SPC cũng bắt đầu làm việc với các công ty tư nhân - ví dụ như Sesame Credit bắt đầu trừ điểm tín dụng của những người không trả tiền phạt của tóa án.
Ban đầu chính phủ định để một công ty tư nhân quản lý Hệ thống Tín dụng Xã hội, nhưng sau đó nhận ra sự cần thiết của bên thứ ba.
Năm 2017, không công ty tư nhân nào được cấp phép. Các lý do bao gồm xung đột lợi ích, sự điều khiển còn sót lại của chính phủ, cũng như sự thiếu hợp tác trong việc chia sẻ dữ liệu giữa các công ty tham gia vào quá trình phát triển. Tuy nhiên, sự vận hành của Hệ thống Tín dụng Xã hội bởi các công ty bên ngoài, giống như sự hợp tác giữa các công ty tư nhân trước đó, vẫn chưa bị loại bỏ. Các công ty tư nhân cũng đã ký hợp đồng với chính phủ huyện để xây dựng nên cấu trúc cơ bản cho Hệ thống Tín dụng Xã hội ở cấp huyện.
Đến tháng 3 năm 2017, 137 công ty báo cáo tín dụng thương mại đang hoạt động trên thị trường Trung Quốc. Như là một phần của quá trình phát triển Hệ thống Tín dụng Xã hội, chính phủ Trung Quốc đã giám sát quá trình hoạt động của các hệ thống tính điểm tín dụng thuộc bên thứ ba.
Tính đến tháng 2 năm 2018, chưa có một hệ thống tín dụng xã hội toàn quốc nào tồn tại, nhưng đã có một số thử nghiệm hệ thống ở cấp độ địa phương cũng như ở một số ngành công nghiệp. Một chương trình đã được thực hiện ở Thượng Hải thông qua ứng dụng Honest Shanghai, sử dụng phần mềm nhận diện khuôn mặt để duyệt qua các ghi chép của chính phủ, và dựa trên đó đánh giá người dùng.
Tháng 3 năm 2018, Reuters báo cáo rằng những hạn chế đối với những công dân và doanh nghiệp với điểm Tín dụng Xã hội thấp, đồng nghĩa là không đáng tin cậy, sẽ đi vào thực thi từ 1 tháng 5.. Cho đến tháng 5 năm 2018, vài triệu chuyến bay và chuyến tàu đường sắt cao tốc đã từ chối phục vụ những người nằm trong danh sách đen.
Cho đến giữa năm 2018, vẫn chưa rõ là hệ thống sẽ là một 'hệ sinh thái' bao gồm nhiều đầu điểm và các danh sách đen vận hành bởi cả chính phủ lẫn các công ty tư nhân, hay nó sẽ là một hệ thống thống nhất. Việc mỗi công dân và doanh nghiệp sẽ có một điểm tín dụng xã hội áp dụng cho cả hệ thống hay như thế nào vẫn chưa được rõ ràng. Đến năm 2018, một số sự hạn chế đã được áp dụng lên các công dân, các phương tiện truyền thông đại chúng nhà nước gọi đây là bước tiến đầu tiên đến việc tạo ra một hệ thống tín dụng xã hội.
Vào tháng 11 năm 2018, một bản kế hoạch chi tiết đã được đưa ra cho việc thực hiện chương trình sau này, khoảng năm 2018-2020. Kế hoạch bao gồm việc cấm những người thuộc danh sách đen sử dụng phương tiện công cộng và công khai tiết lộ mức độ không đáng tin của các cá nhân và doanh nghiệp.

## Thi hành bởi các nền tảng công nghệ
Vẫn chưa rõ công nghệ nào sẽ được sử dụng trong hệ thống hoàn chỉnh. Đến giữa năm 2018, mới chỉ có các đề án thử nghiệm được thực hiện. Một số công nghệ được cung cấp bởi Ant Financial của Alibaba Group. Alibaba là tập đoàn dịch vụ online lớn nhất Trung Quốc, bao gồm cả nhà cung cấp dịch vụ mua sắm và trả tiền online lớn nhất.

### Thu thập dữ liệu
Chính phủ Trung Quốc nhắm tới việc đánh giá mức độ đáng tin và mức độ tuân thủ của mỗi người. Dữ liệu sẽ đến từ các tài khoản cá nhân của người đó và cả các hoạt động trên mạng của họ. Các nhà điều hành website có thể khai phá vết tích dữ liệu mà người dùng trao đổi với website, từ đó lấy được đầy đủ thông tin xã hội, bao gồm địa điểm, bạn bè, sức khỏe, bảo hiểm, tin nhắn riêng tư, vị thế tài chính, thời gian chơi game, số liệu thống kê smart home, trang báo yêu thích, lịch sử mua hàng, và hành vi hẹn hò.

### Sắp xếp dữ liệu
Các thuật toán tự động được dùng để sắp xếp các dữ liệu đã được thu thập, dựa trên luật lệ của chính phủ..

## Thi hành bởi công dân
Từ bản Kế hoạch Thi hành của chính phủ Trung Quốc, Hệ thống Tín dụng Xã hội sẽ được thi hành hoàn toàn vào năm 2020. Một khi đã đưa vào thực hiện, hệ thống sẽ quản lý phần thưởng, mức phạt của các công dân dựa trên hành vi kinh tế và cá nhân của họ. Một số hình phạt bao gồm: cấm đi máy bay, không được học trường tư, kết nối internet chậm, không được nhận các công việc có độ uy tín cao, không được ở khách sạn, và ghi danh vào danh sách đen công cộng.

### Cấm đi lại
Đến tháng 5 năm 2018, vài triệu chuyến bay và chuyến tàu đường sắt cao tốc đã từ chối phục vụ những người nằm trong danh sách đen. Lý do chính xác những người này bị liệt vào danh sách đen vẫn chưa được biết đến. Business Insider suy đoán rằng danh sách này có thể là danh sách các con nợ lập ra bởi SPC.

### Không được học trường tư
Nếu cha mẹ của một đứa trẻ có điểm tín dụng thấp hơn một mức nào đó, thì con của họ sẽ không được tham gia học ở những ngôi trường hàng đầu khu vực.

### Trạng thái xã hội
Điểm tín dụng của một người có thể được sử dụng như một biểu tượng xã hội trên các nền tảng xã hội và hẹn hò. Ví dụ như dịch vụ ghép đôi lớn nhất Trung Quốc, Baihe, đã cho phép người dùng công khai điểm số của mình.

### Khác
Phần thưởng cho những cá nhân, tổ chức có điểm cao bao gồm vay tiền, xin việc dễ dàng hơn và ưu tiên khi làm các công việc giấy tờ quan liêu. Ngược lại, những bất lợi gặp phải khi có điểm thấp, hoặc có quan hệ với một hoặc nhiều người điểm thấp, là từ kết nối internet chậm cho đến bị từ chối cho vay tiền, công việc hay xin visa.

## Thi hành bởi các doanh nghiệp
Giữa nhiều lý do khác nhau, Hệ thống Tín dụng Xã hội còn được sử dụng để giải quyết vấn đề thiếu tính trung thực trên thị trường Trung Quốc. Những người ủng hộ tranh luận rằng nó sẽ giúp loại bỏ những vấn đề như an toàn thực phẩm, gian lận, và làm giả đồ.. Trung Quốc tuyên bố mục đích của họ là gia tăng tính trung thực và sự ổn định xã hội bằng cách tạo nên một "nền văn hóa của sự chân thật".
Đối với doanh nghiệp, Hệ thống Tín dụng Xã hội được dùng như một cơ chế quy định thị trường. Mục tiêu là thiết lập nên một chế độ quản trị tự thực thi,cấp tài nguyên bằng dữ liệu lớn, trong đó doanh nghiệp sẽ thực hiện "tự ràng buộc" (tiếng Trung: 企业自我约束; Hán-Việt: xí nghiệp tự ngã ước thúc). Ý tưởng cơ bản là với một hệ thống tín dụng còn hoạt động trong tay, các công ty sẽ tuân theo chính sách của chỉnh phủ và điều chỉnh sao cho tránh được việc hạ điểm do các nhân viên, khách hàng bất cẩn, hay cằn nhằn. Mới gần đây thôi, các công ty với điểm tín dụng tốt sẽ được hưởng các lợi thế như điều kiện tín dụng tốt, thuế suất thấp, và nhiều cơ hội đầu tư. Các công ty với điểm tín dụng thấp sẽ phản đối mặt với các khoản nợ mới, thuế suất cao, hạn chế đầu tư, và ít có cơ hội tham gia các dự án đầu tư công khai. Kế hoạch của chính phủ còn nhắm đến việc điều khiển thời gian thực các hoạt động của doanh nghiệp. Trong trường hợp đó, phá vỡ luật lệ kinh doanh sẽ dẫn tới việc giảm điểm ngay tức thì. Tuy nhiên, việc này có xảy ra hay không còn phụ thuộc vào tương lai của việc thực thi hệ thống cũng như công nghệ cần thiết để thực hiện các giám sát như vậy.

## Khu vực địa lý
Hệ thống Tín dụng Xã hội sẽ được giới hạn trong Trung Quốc đại lục và không được áp dụng ở Hồng Kông và Ma Cao. Tuy nhiên, ở thời điểm hiện tại, không có sự phân biệt giữa công ty Trung Quốc và công ty nước ngoài hoạt động tại thị trường Trung Quốc, làm dấy lên những suy đoán về khả năng hệ thống cũng sẽ áp dụng cho các công ty nước ngoài hoạt động tại Trung Quốc.

## Chỉ trích
Hệ thống đã và đang vướng phải nhiều cuộc tranh cãi. Cụ thể là việc nó áp dụng vào các cá nhân cũng như các doanh nghiệp. Mọi người đã phải đối mặt với nhiều hình phạt khi vi phạm các giao thức xã hội. Hệ thống đã cấm chín triệu người "điểm thấp" mua các vé máy bay nội địa. Dù mới chỉ trong giai đoạn sơ bộ, hệ thống đã được sử dụng để cấm các bậc phụ huynh và con họ vào một số trường, ngăn chặn người điểm thấp thuê khách sạn, dùng thẻ tín dụng, và những người năm trong danh sách đen không kiếm được việc làm. Hệ thống cũng được sử dụng để theo dõi hành vi sử dụng internet (chơi game quá nhiều sẽ làm giảm điểm), thói quen mua hàng, và nhiều hoạt động cá nhân và không gây nguy hại gì đến toàn thể xã hội khác. Làn sóng chỉ trích chương trình này đã lan rộng cùng với lời miêu tả của Tổ chức Theo dõi Nhân quyền cho chương trình này là "máu lạnh" và đầy tính lạm dụng độc đoán.
Vision Times nói về hệ thống như là một công cụ giám sát quy mô lớn và cỗ máy kỷ luật quy mô lớn.